# Adelberg
Adelberg este o comună din landul Baden-Württemberg, Germania.
1. ↑  Bevölkerung, Gebiet und Bevölkerungsdichte (în germană), accesat în 10 mai 2021
2. ↑  Alle politisch selbständigen Gemeinden mit ausgewählten Merkmalen am 31.12.2018 (4. Quartal) (în germană), Statistisches Bundesamt[*], arhivat din original la 10 martie 2019, accesat în 10 martie 2019